# Piotr Zubowicz
Piotr Eydziatt Zubowicz (ur. w 26 kwietnia 1880 w Mariampolu, zm. 10 lipca 1956 w Warszawie) – polski adwokat, notariusz, polityk, senator I kadencji w II RP, wolnomularz.

## Życiorys
Ukończył gimnazjum w Suwałkach. Studiował matematykę i prawo na Uniwersytecie Warszawskim. Członek PPS; więziony i deportowany przez władze carskie w 1905. W 1906 na uniwersytecie w Kazaniu otrzymał dyplom kandydata praw. Działacz Towarzystwa Kultury Polskiej (1906–1913). Aplikował w Sądzie Okręgowym w Warszawie. W 1912 otrzymał tytuł adwokata przysięgłego. Od 1916 służył w armii rosyjskiej (w oddziałach hydrotechnicznych na froncie I wojny światowej), a następnie w II Korpusie Polskim (adiutant gen. Skrzyneckiego). 
W 1918 uczestniczył z Maciejem Ratajem w organizowaniu Tymczasowego Rządu Ludowego w Lublinie. W latach 20. XX wieku był znanym adwokatem w Zamościu, wydawcą „Gazety Zamojskiej”.
W wyborach parlamentarnych w 1922 został senatorem I kadencji (1922–1927) z listy PSL „Wyzwolenie”. Podczas swego 9. posiedzenia w dniu 22 maja 1928 Sejm wybrał Piotra Zubowicza na jednego ze swoich ośmiu przedstawicieli w Trybunale Stanu.
Od 1933 roku mieszkał Warszawie, gdzie był wiceprezesem Rady Notarialnej i w dalszym ciągu członkiem Trybunału Stanu.
Podczas II wojny światowej współpracował z tajną organizacją pomocy więźniom, wyrabiał fałszywe dokumenty. Po wybuchu powstania warszawskiego aresztowany przez Niemców i więziony jako zakładnik przez kilka tygodni w gmachu Sejmu przy ul. Wiejskiej.
Po wojnie był znany z tego, że w 1945 z własnej inicjatywy odnalazł w Niemczech i przywiózł do kraju przeznaczone na makulaturę cenne przedwojenne polskie archiwa sądowe (m.in. rejestry skazanych). Prowadził kancelarię notarialną w Warszawie w Gmachu Hipoteki przy ul. Kapucyńskiej 11 (obecnie Aleja „Solidarności” 58). W Warszawie był notariuszem, sędzią: Sądu Okręgowego (1946–1948), Sądu Grodzkiego (1948–1950), Sądu Powiatowego dla dzielnicy Śródmieście (1951). W latach 1949–1950 redaktor „Przeglądu Notarialnego”.
Był masonem. Spoczywa na cmentarzu Powązkowskim (kwatera P-6-25).

## Ordery i odznaczenia
- Krzyż Niepodległości (16 marca 1937)[6]
- Krzyż Oficerski Orderu Odrodzenia Polski (27 listopada 1929)[7]